# 이온 빔
이온 빔은 이온으로 이루어지는 하전 입자 빔의 형태이다. 이온 빔은 전자 제품 제조 (주로 이온 주입)및 기타 산업에서 많이 사용한다. 다양한 이온빔 소스가 존재하며, 일부는 1960년대 NASA가 개발한 수은 증기 추진기에서 파생되었다. 가장 일반적인 이온빔은 단일 전하를 띤 이온이다.

## 용도

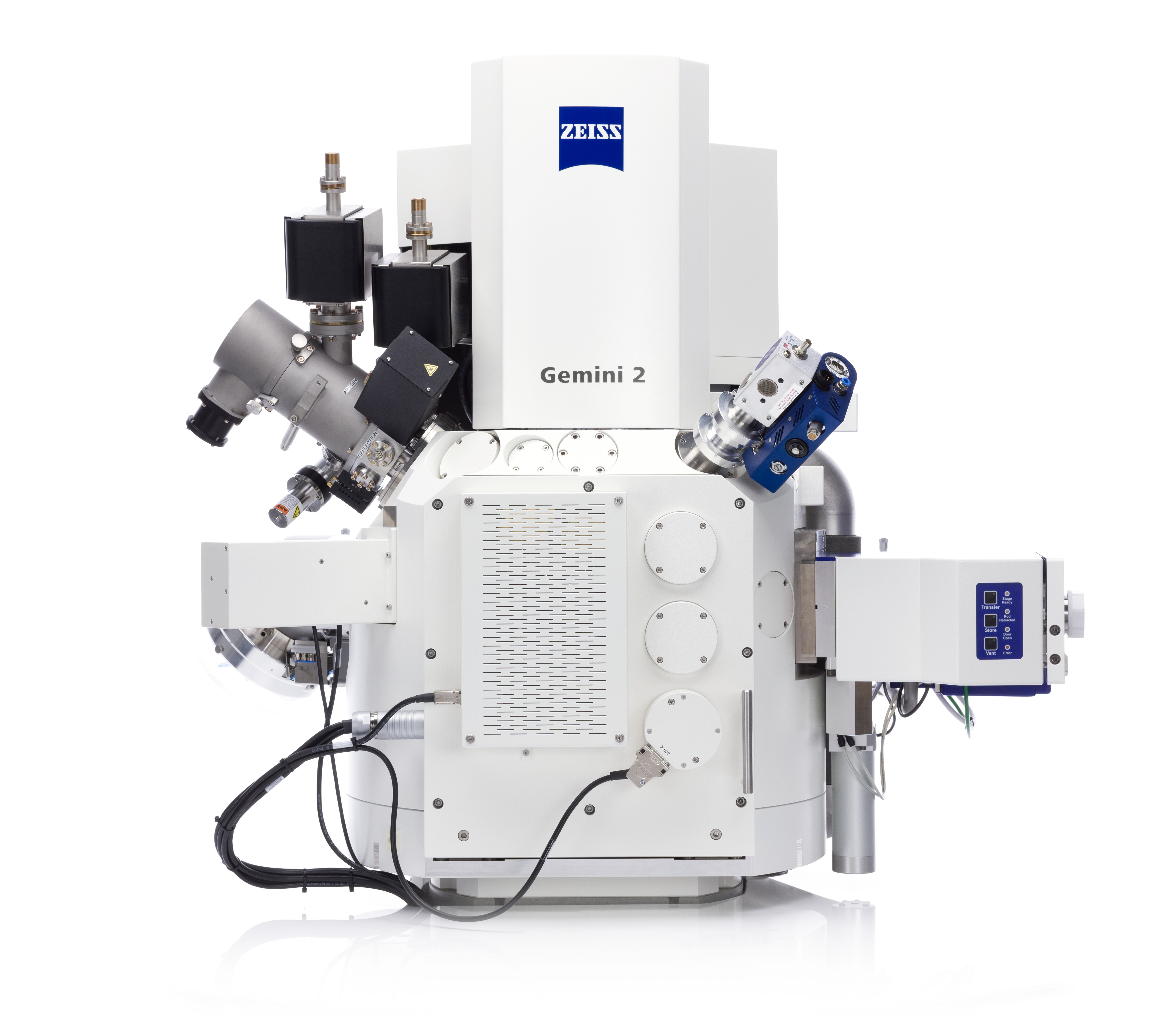
Carl Zeiss Crossbeam 550

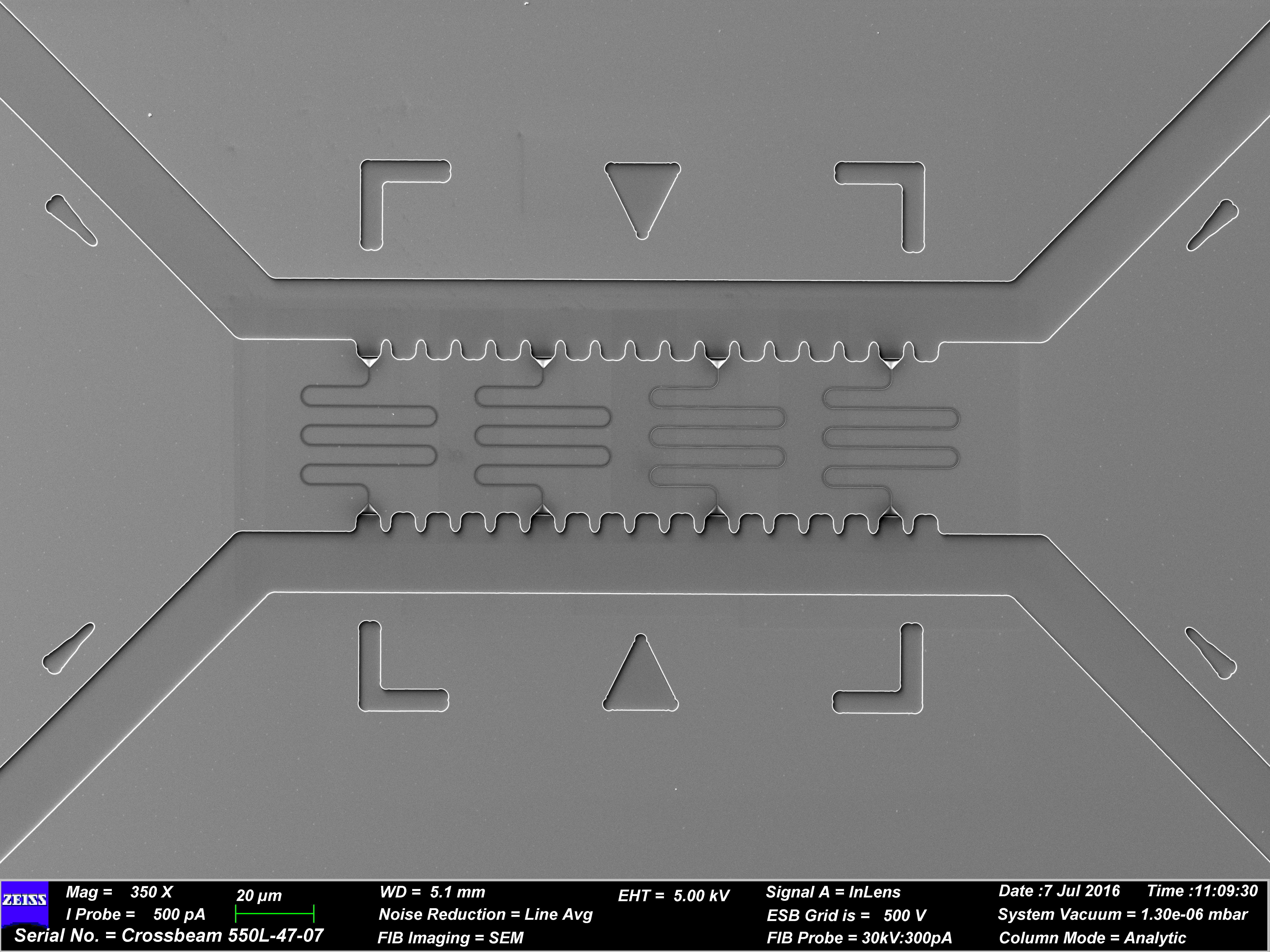

### 이온 빔 에칭 및 스퍼터링
이온 빔 소스의 한 유형은 듀오플라즈마트론이다. 이온 빔은 스퍼터링 법이나 이온 빔 에칭, 이온 빔 분석에 이용될 수 있다.

## 같이 보기
- 이온원
- 이온 추력기
- 이온 바람